# Moviment de Vida Independent
El moviment de vida independent (MVI) (també denominat moviment disca) és un moviment social sorgit als anys seixanta del segle XX als Estats Units i que s'ha estès arreu del món. Aquest moviment té per objectiu superar les barreres físiques, socials i psicològiques que impedeixen que les persones amb discapacitat participin en tots els aspectes de la vida personal, econòmica, política, cultural i social en condicions d'igualtat i llibertat, un dret civil previst per la Convenció sobre els drets de les persones amb discapacitat de 2006.
A nivell individual, l'objectiu del moviment és que les persones amb discapacitat adoptin “la responsabilitat i l'orgull de desenvolupar una vida independent i autodeterminada en el mateix grau que (...) els seus conciutadans” (Maraña, 2004, p. 15).
Les persones que integren el moviment de vida independent segueixen l'anomenada filosofia de vida independent, un paradigma alternatiu al paradigma dominant de la rehabilitació. Els principis de la filosofia de vida independent són difosos i promoguts a través de les oficines de vida independent (OVI) o centres de vida independent (CVI).

## Història del Moviment de Vida Independent
Es considera que el Moviment de Vida Independent va néixer als Estats Units d'Amèrica amb l'entrada d'Ed Roberts a la Universitat de Berkeley (Califòrnia) l'any 1962. L'inici del moviment va rebre la influència d'un conjunt de moviments socials actius en aquell moment, com ara el moviment dels drets civils, el moviment per als drets del consumidor, el moviment per a la desmedicalització i el moviment per a la desinstitucionalització.

### Antecedents del Moviment de Vida Independent als Estats Units d'Amèrica
Abans de l'aparició de la figura d'Ed Roberts, s'ha assenyalat dos antecedents del moviment.
En primer lloc, Mary Switzer, com a directora de l'Oficina Vocacional de Rehabilitació, va promoure el 1950 un conjunt de plans per expandir els serveis de rehabilitació a aquelles persones amb discapacitats més severes -a les quals, fins aquell moment, es denegava el servei pel fet que es considerava inviable la seva rehabilitació. A més, va donar forma a la Llei de Rehabilitació Vocacional americana (Vocational Rehabilitation Act) de 1954, la primera en tenir en compte la persona amb discapacitat en la presa de decisions sobre la seva rehabilitació, la meta de la qual era aconseguir un ofici que satisfés la persona (i no només qui l'hagués contractat).
En segon lloc, Gini Laurie fou una voluntària de la Creu Roja que treballà al Pavelló Toomey del Cleveland's City Hospital (que, posteriorment, va esdevenir un dels Centres per la Cura Respiratòria i la Rehabilitació), fundat per l'associació “The March of Dimes” i que atenia les persones greument afectades per l'epidèmia de poliomielitis que va afectar els Estats Units entre 1949 i 1950. El 1953, aquesta associació va encarregar un estudi al Comtat de Los Angeles que va demostrar que moltes d'aquelles persones greument afectades podien ser ateses a les seves llars amb un cost inferior al de l'atenció a l'hospitalària. Laurie va assenyalar aquest fet com el naixement del MVI, en tant que va suposar el descobriment d'una forma diferent d'atendre les persones que requereixen atenció de llarga duració, de manera que tots els implicats -la persona amb discapacitat, l'assistent contractat i el conjunt de la societat- se'n beneficiaven. El 1955 es va desenvolupar la vacuna contra la poliomielitis i el 1959, es van deixar de finançar els programes d'atenció a les persones greument afectades per la malaltia. Llavors, Laurie va iniciar dos projectes: va començar a escriure un butlletí informatiu i va fer col·locar una piscina amb ascensor al seu pati a fi que els supervivents de la pòlio poguessin treballar en xarxa i ajudar-se mútuament. D'aquesta manera, els supervivents se suggerien entre ells accions dirigides a aconseguir assistència personal. El butlletí informatiu va acabar esdevenint la Rehabilitation Gazette, una revista en què els propis lectors compartien consells i que va acabar trascendint les fronteres dels Estats Units. Un dels primers subscriptors d'aquesta revista fou Ed Roberts, considerat el pare del MVI per ser la primera persona amb discapacitat que va aplicar a la seva pròpia vida una filosofia de Vida Independent.

### El naixement del Moviment de Vida Independent als Estats Units d'Amèrica
Es considera que el Moviment de Vida Independent va néixer un dia de 1962, quan Ed Roberts va aconseguir ser admès a la Universitat de Berkeley, Califòrnia. Després de superar obstacles de tota classe, Roberts va aconseguir que, finalment, el director del centre de salut d'estudiants de Berkeley li deixés utilitzar l'hospital Cowell (situat al campus de la Universitat) com a dormitori, entrant i sortint quan ell volgués. El segon resident de Cowell, John Hessler, va trigar poc temps a unir-se a Roberts. A través del programa de Califòrnia d'Ajuda als Totalment Discapacitats, ells contractaven, formaven i acomiadaven els seus propis assistents. Al llarg dels anys seixanta, l'hospital Cowell va acollir cada cop més estudiants amb discapacitats severes i Roberts es va convertir en un activista pels Drets Civils. Així, l'any 1970 es va posar en marxa el Programa d'Estudiants Discapacitats al campus. En aquell context, es va consolidar el rebuig al paradigma mèdic, en tant que les persones amb discapacitat van començar a ser considerats consumidors i no pacients.
Roberts i els seus companys van crear l'any 1972 el primer Centre de Vida Independent (CIL, en anglès) per a la comunitat en general a Berkeley, Califòrnia. Les solucions que oferien els CVIs no van trigar gaire en expandir-se més enllà de Berkeley: cap a mitjans de la dècada dels setanta, els Centres per a la Vida Independent s'havien estès més enllà de Califòrnia en ciutats com Houston, Boston, Nova York i Chicago. L'any 1976 Roberts va deixar el CVI per a ocupar el lloc de director al Departament de Rehabilitació de Califòrnia. L'any 1977, ja hi havia 52 programes de vida independent en tot el país.
Actualment existeixen als Estats Units més de 400 Centres de Vida Independent, així com importants xarxes en altres països. L'extensió d'aquest moviment als Estats Units, així com la identificació dels seus objectius de lluita, es van veure acompanyats pel desenvolupament de normatives estatals en matèria de discapacitat: la “Rehabilitation Act” de 1973, la “Individuals with Disabilities Education Act” de 1975 i, l'any 1990, la “Americans with Disabilities Act”.

### L'expansió internacional del Moviment de Vida Independent
A finals dels anys setanta, el moviment va començar a transcendir les fronteres dels Estats Units d'Amèrica. Així, finals dels anys setanta el MVI va arribar a la Gran Bretanya i als països nòrdics (Evans, 2003) i, el 1980, va arribar al Canadà. Més tard, a finals dels anys vuitanta, el moviment va arribar a l'Amèrica Llatina de la mà de persones amb discapacitat que havien tingut l'oportunitat de viatjar a Europa i als Estats Units d'Amèrica, si bé aquest moviment va tenir un major desenvolupament al Brasil que a la resta de països sud-americans, on no se sol emprar el terme “vida independent”. Finalment, Espanya ha estat un dels últims països en introduir la filosofia de vida independent l'any 2001, de la mà del Foro de Vida Independiente y Divertad (FVID).

## Filosofia de vida independent
Els principis bàsics de la filosofia de vida independent són que, tota persona, independentment del tipus, complexitat o gravetat de la discapacitat que tingui: 1) té igual valor, 2) té la capacitat de prendre decisions, 3) té el dret d'exercir control sobre la seva vida i 4) té el dret a participar en totes les activitats (polítiques, econòmiques i culturals) de la seva comunitat de la mateixa manera que les persones sense discapacitat.
La filosofia de vida independent és un paradigma sorgit com a alternativa al paradigma rehabilitador, que actualment domina la concepció de la discapacitat i les pràctiques envers aquesta.
El paradigma de la rehabilitació defineix la discapacitat com una deficiència física, psíquica o sensorial de la persona que limita la seva capacitat per treballar i fer les activitats de la vida diària. Conseqüentment, la solució  del problema consisteix que la persona amb discapacitat esdevingui el pacient o el client d'un professional de la salut que prendrà el control del seu procés de rehabilitació, la meta del qual és assolir la màxima capacitat per treballar i fer les activitats de la vida diària.
Per contra, segons el paradigma de vida independent, el problema és que la inaccessibilitat de l'entorn i la manca de control sobre el procés de rehabilitació fan que la persona amb una discapacitat depengui de les persones del seu voltant per desenvolupar la seva vida. La inaccessibilitat de l'entorn (ja sigui dels espais educatius, laborals o d'oci) afavoreix la segregació de les persones amb discapacitat i, en última instància, la dependència condueix a la seva institucionalització. Per als defensors de la filosofia de vida independent, aquesta situació és incompatible amb l'exercici de drets fonamentals com la llibertat d'elecció, el control sobre la pròpia vida i la igualtat d'oportunitats. Segons aquest paradigma, la solució al problema és que les persones amb discapacitat prenguin el control de l'eliminació de les barreres físiques, socials i psicològiques de l'entorn; organitzin un servei d'assistència personal i adoptin el rol de consumidores o usuàries d'aquest i; per acabar, gestionin l'assessorament i l'ajuda entre iguals.
Per assolir aquesta solució, el Moviment de Vida Independent considera essencial que les persones amb discapacitat s'organitzin per planificar les polítiques que garanteixin l'exercici dels seus drets humans i civils i és en aquest sentit que el lema dels seus defensors és "Res sobre nosaltres sense nosaltres!". Per als integrants d'aquest moviment, aquesta solució passa per la creació d'un marc legal que protegeixi els drets civils, la creació de noves formes de suport per a persones amb discapacitat i, per acabar, la substitució del sistema d'assistència social per un sistema de pagament directe del cost dels serveis d'assistència a la persona amb discapacitat. Respecte el pagament directe dels serveis rebuts, els defensors d'aquesta filosofia esgrimeixen que el cost de l'assistència és molt menor quan és directament controlada pel seu receptor que quan és controlada pel sistema públic i la satisfacció amb aquesta expressada pels seus receptors és molt major. En aquesta línia, en l'àmbit espanyol, l'informe aportat per la consultoria Intersocial constata que el cost anual per persona de l'assistència personal és menor que el cost de l'atenció residencial i el retorn econòmic a l'Estat només supera la inversió en el primer cas.
Per acabar, la filosofia de vida independent té en compte que existeixen sistemes d'opressió cultural com el sexisme, l'heterosexisme o l'edatisme que fan que determinades persones amb discapacitat –les dones, els homosexuals, els nens i les persones grans– pateixin una situació més desavantatjosa que altres i, per tant, es compromet també amb la lluita contra aquests sistemes. En aquest sentit, el Moviment de Vida Independent va començar a adoptar una perspectiva de gènere a finals dels anys noranta, cosa que va permetre visibilitzar l'opressió experimentada específicament per les dones amb discapacitat.

### Crítiques a la filosofia de vida independent
La filosofia de vida independent no està exempta de crítiques. En primer lloc, s'ha criticat que, el fet que aquesta filosofia concep l'autonomia com la persecució racional i competitiva dels interessos personals en el mercat econòmic i polític. Els crítics han esgrimit que això suposa acceptar els principis que sustenten el capitalisme sense tenir en compte les relacions de poder que aquest genera. A més, han assenyalat que l'individualisme que caracteritza la filosofia de vida independent omet els condicionants socials i culturals de les accions individuals.
En segon lloc, s'ha argumentat que aquesta filosofia no té en compte que no totes les persones amb discapacitat estan en condicions d'assumir aquesta noció d'autonomia ni desitgen les barreres que els posa l'entorn com a reptes a superar. Qui esgrimeix aquesta crítica defensa que aquesta filosofia només representa una petita part de les persones amb discapacitat: els homes joves, blancs, de classe mitjana i intel·lectualment capaços.

## El termevida independent
El terme vida independent és controvertit. Per a molts professionals de l'àmbit sanitari, la independència és la capacitat d'una persona per tenir cura de si mateixa sense ajuda externa. De fet, aquesta concepció, acompanyada de la idea que l'ésser humà és essencialment interdependent, va motivar que alguns dels activistes anglesos que van importar el MVI dels EUA optessin per la denominació “Moviment de Vida Inclusiva” o “Moviment de Vida Integrada”.
En canvi, per als defensors de la denominació “Moviment de Vida Independent”, la independència és el procés mental pel qual una persona controla la pròpia vida i pren decisions. Dins d'aquest marc, altres autors assenyalen que: "La vida independent té a veure amb l'auto-determinació. És tenir el dret i l'oportunitat de perseguir un curs d'acció i és tenir la llibertat de fallar -i aprendre dels errors- com fa tothom". Aquesta forma d'entendre la independència és anàloga a la d'autonomia des d'una perspectiva racional-voluntarista, segons la qual l'individu controla la seva vida, encara que siguin altres els qui facin certes tasques físiques o intel·lectuals per ella. Alguns autors afegeixen que el concepte d'autonomia només és adequat si es concep com quelcom relatiu i relacional, és a dir, només si té en compte que les persones es troben immerses en relacions de poder que possibiliten determinades eleccions i en dificulten d'altres.

## Oficines de Vida Independent
Les Oficines de Vida Independent (OVI) o Centres de Vida Independent (CVI) són organitzacions sense ànim de lucre dirigides per persones amb discapacitat que actuen en l'àmbit local i que es poden trobar a molts països del món.
Cada OVI té el seu propi catàleg de serveis, però se'n poden identificar quatre de principals:
1. Informació i referències per a les persones amb discapacitat i les seves famílies sobre els serveis que poden trobar a la comunitat per viure independentment (habitatge i transport accessibles; ofertes de feina; assistents personals; intèrprets de llengua de signes i lectors per a persones amb discapacitat visual, etc). En molts casos, aquests centres proveeixen directament els serveis dels quals informen, com ara les ajudes tècniques i la figura de l'assistent personal. Tanmateix, no sempre és una OVI la que gestiona el servei d'assistència personal.[15]
2. Capacitació en habilitats per a la vida independent, com la gestió de l'assistència personal i l'accés als recursos i procediments legals d'autogestió i/o defensa dels drets civils. A més, aquests centres solen oferir també formació sobre els principis de vida independent (per exemple, sobre l'actitud a mantenir en la societat i en la relació amb els professionals).
3. Ajuda mútua d'igual a igual (peer couselling), per la qual una persona amb discapacitat que viu segons els principis de vida independent n'assessora a una altra amb una discapacitat similar sobre les accions més adequades a emprendre en el seu cas per viure segons aquests principis, adaptar-se a la discapacitat i/o involucrar-se en l'activisme.
4. Assessorament per adquirir i aplicar les habilitats bàsiques de l'usuari o consumidor, així com per participar eficaçment en la comunitat.

Les OVIs es financen mitjançant les ajudes rebudes pels serveis socials; els ingressos procedents dels serveis oferts i de les donacions.

## El Moviment de Vida Independent a l'Estat espanyol
El 2003, Juan José Maraña i Manuel Lobato, integrant i fundador del Foro de Vida Independiente, respectivament, defensaven que no es podia establir una analogia entre l'aplicació de la filosofia de vida independent als Estats Units, Austràlia i els països nòrdics amb la seva aplicació a Espanya. La dictadura franquista va impedir l'entrada d'aquesta filosofia en el moment del seu naixement als anys setanta i també va deixar com a herència un teixit associatiu lligat a un paradigma rehabilitador altament paternalista, completament allunyat d'aquesta filosofia. Això últim va retardar l'entrada del Moviment de Vida Independent en el context espanyol i no va ser fins a l'any 2001 que va arribar a l'estat espanyol de la mà del Foro de Vida Independiente y Divertad (FVID).

### El sistema associatiu de la discapacitat abans de l'entrada del Moviment de Vida Independent
Durant la dictadura franquista, Espanya comptava amb un moviment associatiu de la discapacitat amb una orientació caritativa i rehabilitadora, lligat al Règim i l'Església Catòlica. Durant els anys seixanta, setanta i vuitanta va sorgir i va començar a créixer el moviment associatiu de la discapacitat espanyol, basat en el paradigma de la rehabilitació. Atesa la preponderància d'aquest paradigma, cada associació planificava, gestionava i oferia els seus serveis a les persones amb un determinat diagnòstic o un determinat tipus de discapacitat. Aquestes associacions estaven majoritàriament controlades pels seus familiars i amics, així com per professionals de la salut.
L'any 1997, es va crear el Comité Español de Representantes de Personas con Discapacidad (CERMI; abans Comité Español de Representantes de Minusválidos) que uneix més de 7000 entitats que “representen els interessos dels 3,8 milions de persones amb discapacitat que hi ha a Espanya”.
A finals dels anys noranta, a través del Tractat d'Amsterdam de 1999, va arribar a Espanya l'enfocament centrat en els drets i la no-discriminació de les persones amb discapacitat, si bé durant la segona meitat dels anys setanta alguns activistes ja s'havien manifestat a favor d'aquest enfocament.

### El Foro de Vida Independiente y Divertad (FVID)
A partir del 2001, van sorgir noves iniciatives que s'apartaven del paradigma rehabilitador, com ara els col·lectius gestionats per persones amb discapacitat més centrades en la reivindicació dels recursos necessaris entesos com a drets civils i el rebuig envers la discriminació.
Un exemple d'aquestes iniciatives és el Foro de Vida Independiente y Divertad (FVID), una comunitat virtual de reflexió i de activisme per als drets dels homes i dones amb diversitat funcional des del paradigma de vida independent nascuda l'any 2001. Aquest col·lectiu ha organitzat diverses accions dirigides a la reivindicació dels drets del col·lectiu i la seva visibilització social. A tall d'exemple, des de la seva fundació, els integrants del FVID han comparegut als parlaments autonòmics per exposar les seves reivindicacions; han participat en debats i jornades; han impulsat projectes pilot d'assistència personal; han protagonitzat accions de protesta -com el tancament d'un grup d'activistes a la seu de l'Instituto de Mayores y Servicios Sociales (IMSERSO) a fi de proposar modificacions a la Ley de Promoción de la Autonomía Personal y Atención a las personas en situación de Dependencia (LAPAD)- i han organitzat una Xarxa de Marxes per a la Visibilitat de la Diversitat Funcional que se celebren cada any des de 2007.
A més, una de les seves principals fites és la creació del terme persones amb diversitat funcional, que designa aquelles persones discriminades per qualsevol de les següents dues raons: perquè tenen ments, cossos o parts del cos que funcionen de forma diferent a la de la majoria de la població i/o pel fet que aquesta diferència mental o corporal els porta a fer les activitats habituals d'una forma diferent a la majoria.
Malgrat que l'actual teixit associatiu espanyol de la discapacitat no va néixer a partir del paradigma de vida independent, gran part les associacions que l'integren donen suport a iniciatives com el FVID. A més, aquestes associacions han participat activament en l'elaboració de la legislació espanyola en contra de la discriminació del col·lectiu de persones amb discapacitat i a favor de la promoció de l'autonomia de les persones en situació de dependència, elaborada durant la primera dècada del segle XXI. Tanmateix, atès que aquesta legislació es basa en un enfocament que transcendeix el paradigma rehabilitador, no és plenament coherent amb l'estructura i l'activitat d'aquestes organitzacions, i això situa aquest sector en una situació de crisi.

### Oficines de Vida Independent a l'Estat espanyol
L'any 2006 es van constituir les primeres Oficines de Vida Independent a l'estat espanyol, a les ciutats de Madrid i Barcelona. Una de les labors més importants d'aquestes oficines és la implementació dels anomenats programes de vida independent. Totes les OVIs de l'Estat espanyol formen part de la Federació Vida Independent.
A la Comunitat de Madrid, l'OVI-Madrid, situada en un espai cedit per l'Associació de Persones amb Lesió Medular i Grans Discapacitats Físics (abans Associació de Paraplègics i Grans Minusvàlids, ASPAYM), gestiona el Programa d'Accés a Una Vida Independent (PAVI) des de juliol del 2006. Aquest programa és finançat per la Comunitat de Madrid i dona assistència a 61 persones.
L'OVI-Barcelona, a diferència de l'anterior, està íntegrament dirigida i constituïda per les 7 beneficiàries directes del programa d'assistència personal “Projecte Cap a la Vida Independent” que allà es gestiona i que financen l'Ajuntament de Barcelona i el Servei Català d'Assistència i Serveis Socials. Fora d'aquest programa, la Generalitat de Catalunya ofereix un programa d'assistència personal del qual gaudeixen actualment 52 persones.
El 2008, es va constituir a Galícia l'oficina VIGalicia, que gestiona el sistema de prestacions per l'autonomia personal finançat per la Xunta i que donava servei a 38 persones el 2011.
També existeix des de 2011 l'oficina VIAndalusia, que implementa un programa de vida independent des del març de 2015, el qual és el primer a Espanya a donar servei a persones amb discapacitat intel·lectual i menors, a més dels adults i les persones amb discapacitat física.

### Vida Independent en el marc del 15-M
Amb el sorgiment del Moviment 15-M, les persones amb discapacitat han començat a allunyar-se de les organitzacions que fins aquest moment acompleixen la funció de representar-les i han sorgit nous grups que defensen els principis de la filosofia de vida independent. Aquests grups es caracteritzen per fomentar una estructura horitzontal i la participació directa: el madrileny Diversidad Funcional Sol; Diversitat Funcional de Barcelona i la Plataforma Discapacidad en marcha.